# Klass (biologi)

Det hierarkiska systemet i biologin

Klass är en grupp inom stammarna inom det hierarkiska systemet i biologin. En klass består av en eller flera ordningar, vilka delas in i familjer.
Grupperingar kan även göras mellan klasser och stammar. En sådan grupp av klasser kallas överklass (även kallad superklass).
Mellan klasser och ordningar kan också grupperingar göras. Klasser kan delas upp i flera underklasser (även kallade subklasser). En undergrupp kan i sin tur delas upp i flera infraklasser.